# Sap (Eslováquia)

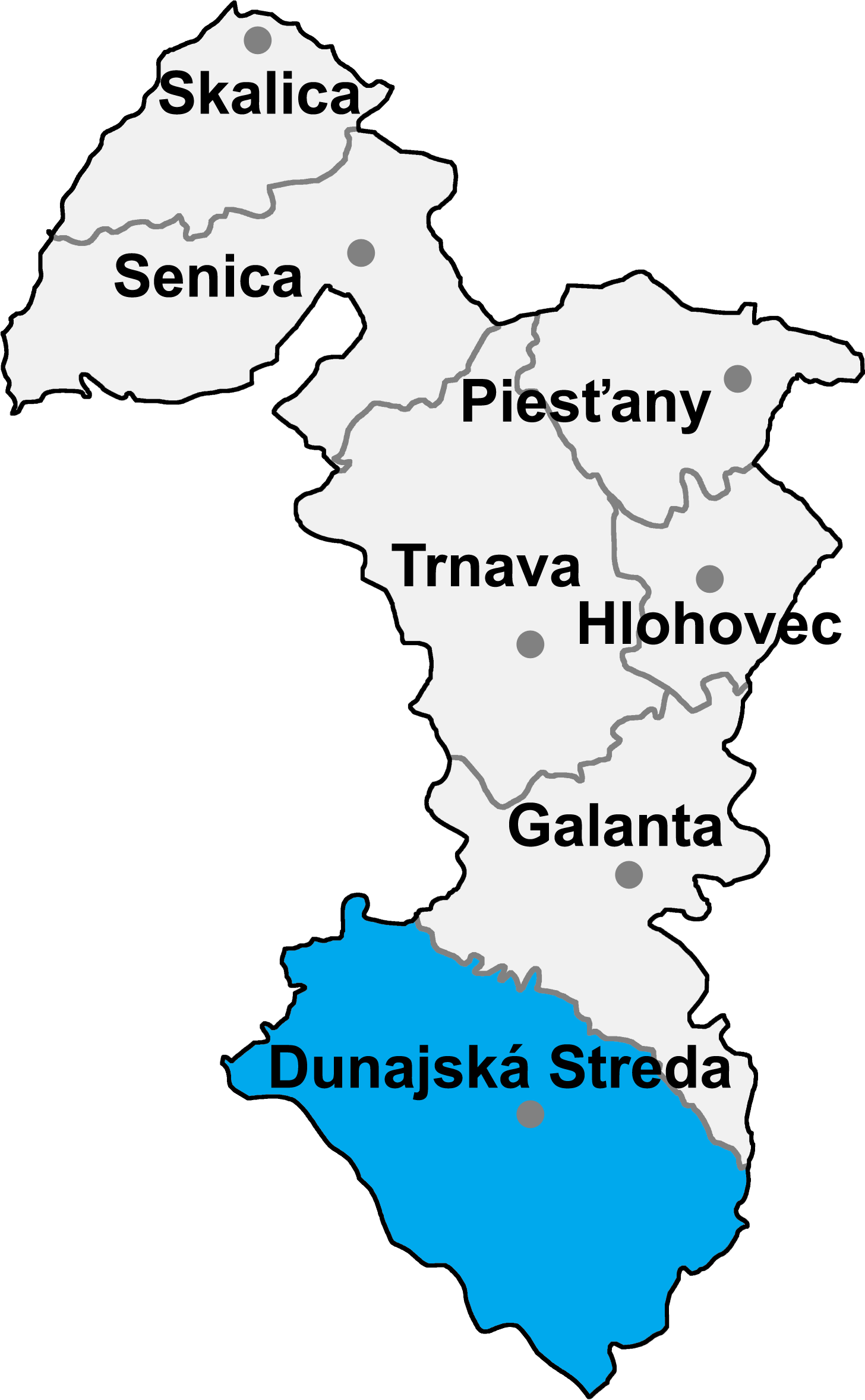
Localização de Dunajská Streda (distrito) na Trnava (região)

O Distrito eslovaco de Sap  é um dos sessenta e quatro municípios que formam a Distrito de Dunajská Streda, situada em Região de Trnava, Eslováquia.

## Demografia
| Ano:        | 1994 | 2004   | 2014   | 2024   |
| ----------- | ---- | ------ | ------ | ------ |
| Broj ljudi: | 566  | 541    | 522    | 503    |
| Razlika:    |      | -4,41% | -3,51% | -3,63% |

| Ano:               | 2023 | 2024 |
| ------------------ | ---- | ---- |
| Número de pessoas: | 503  | 503  |
| Diferença:         |      | +0%  |